# Pilzpulver

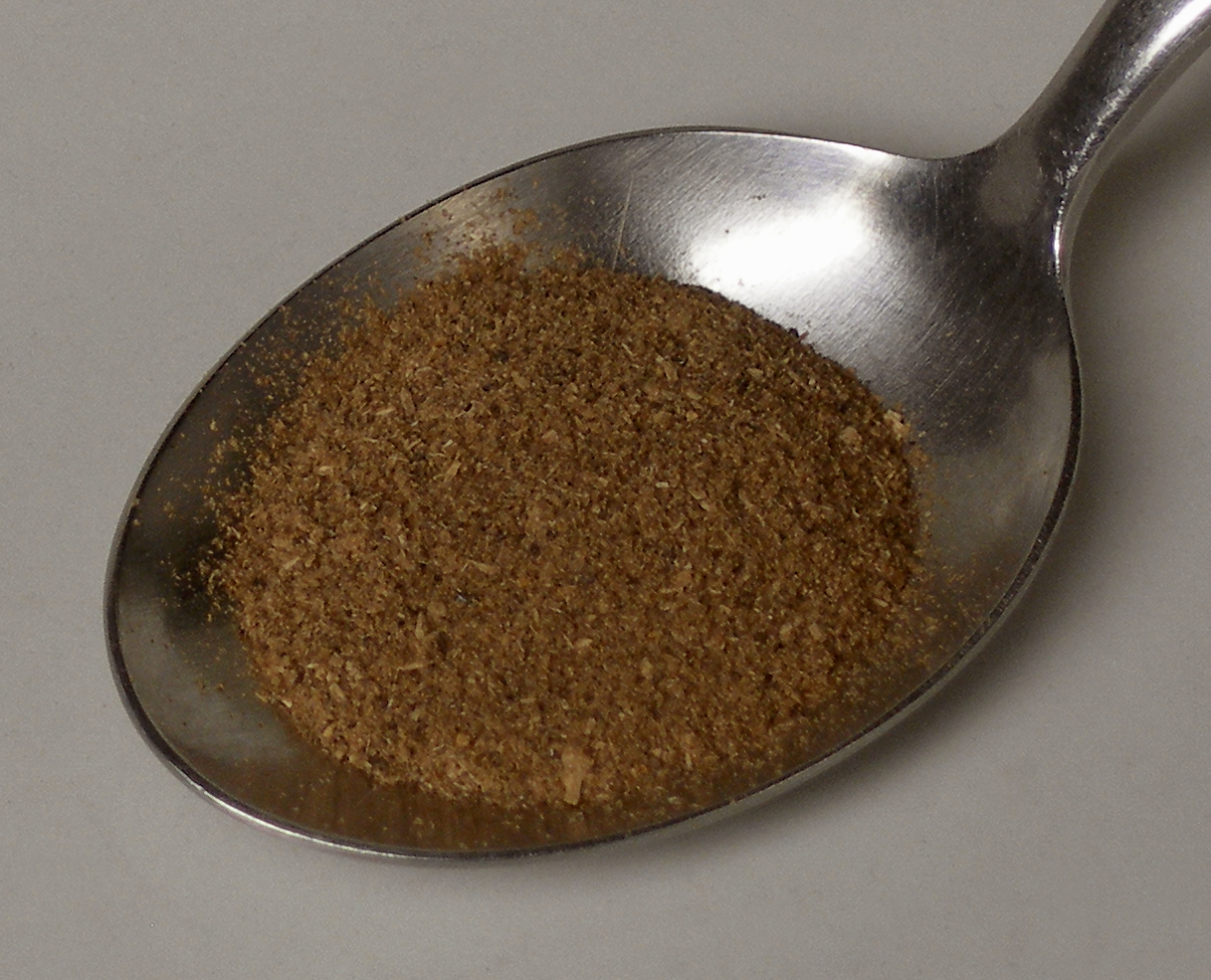
Pilzpulver aus Waldpilzen

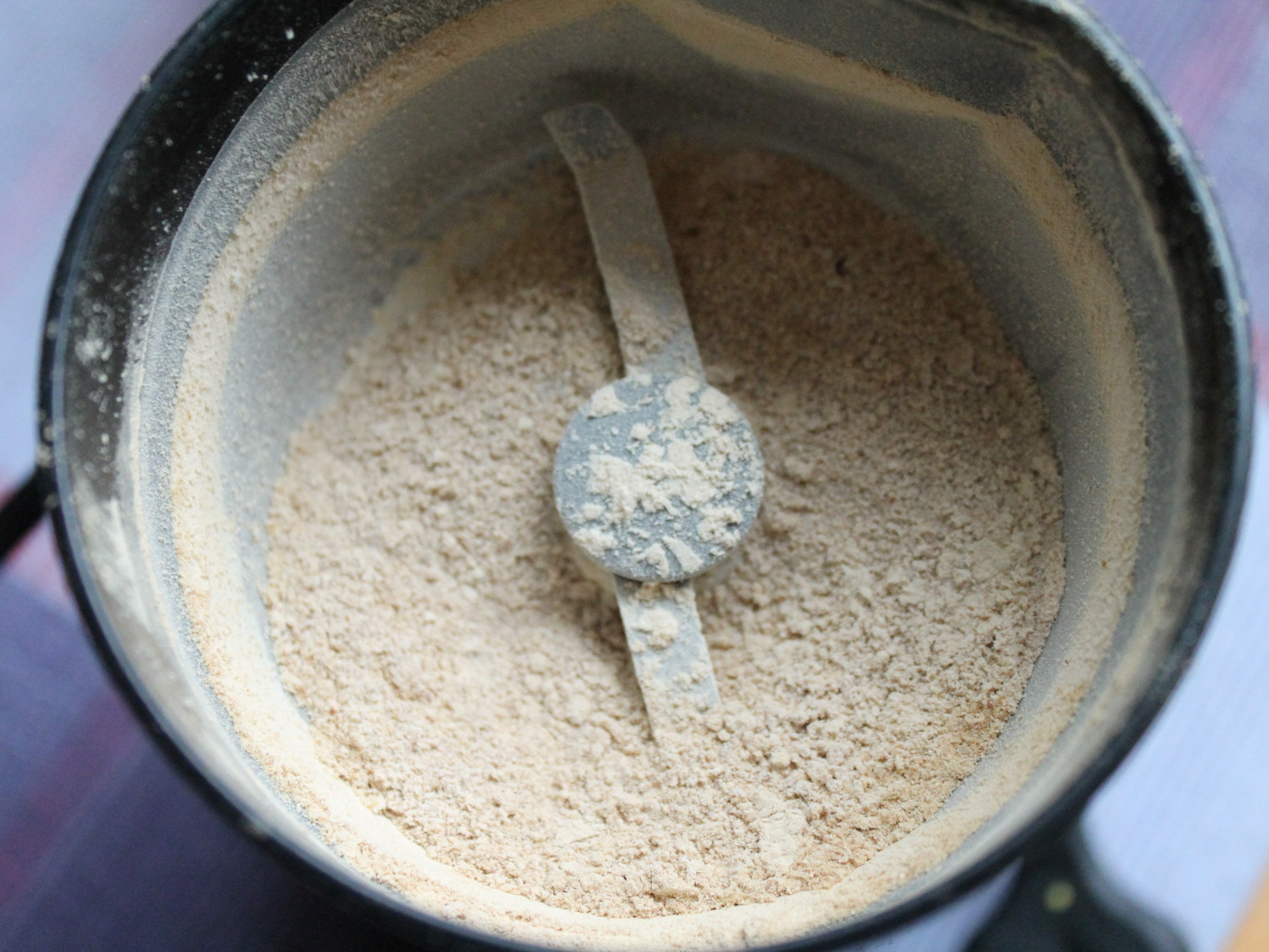
Pilzpulver aus Steinpilzen, frisch gemahlen

Pilzpulver ist ein Pulver aus getrockneten, zerstoßenen oder gemahlenen Speisepilzen ohne weitere Zutaten, das als Gewürz für Suppen und Saucen verwendet wird.
Zur Herstellung werden Pilze und Pilzreste meist verschiedener Sorten – soweit sie nicht madig oder faulig sind – zunächst kleingeschnitten und getrocknet, bis sie spröde und zerbrechlich sind. Anschließend werden die Stücke im Mörser fein zerstoßen oder anders mechanisch zu Pulver zerkleinert. Luftdicht verpackt ist Pilzpulver jahrelang haltbar. Anders als Trockenpilze muss es zur Verwendung nicht eingeweicht oder längere Zeit gegart werden, um sein Aroma zu entfalten.
Im Handel erhältliches Pilzpulver darf gemäß dem deutschen Lebensmittelbuch einen Wassergehalt von höchstens 9 Gewichtsprozent sowie einen Anteil an säureunlöslicher Asche von nicht mehr als 3 Gewichtsprozent aufweisen.
Pilzpulver in Kapseln, als gepresste Tablette oder loses Pulver aus sogenannten Vital- oder Heilpilzen werden auf dem europäischen Markt ebenfalls als Nahrungsergänzungsmittel angeboten. Hierbei werden die unbearbeiteten Pilze getrocknet und zu Pulver vermahlen. Besondere Vorsicht ist hier für Allergiker geboten, da im Pulver sowohl „Pilzsporen, Pilzstaub, wärmeempfindlicher Cyanwasserstoff und Polysaccharide und Pilztoxine“ enthalten sein können. Das Bundesinstitut für Risikobewertung (BfR) weist in seinem Bericht „Risiko Pilze – Einschätzung und Hinweise“ darauf hin, dass sogar essbare Pilze, die nicht thermisch behandelt wurden, zur Ursache von Asthma, Rhinitis, Kontaktdermatitis, allergischer Alveolitis und Lebensmittelallergien werden können.